# Sefophe
Sefophe es una ciudad del distrito Central en Botsuana. En agosto de 2011 tenía una población censada de 6062 habitantes.
Se encuentra ubicada al este del país, cerca de la frontera con Zimbabue y a poca distancia al sureste del delta del Okavango.